# Chocolate rubi

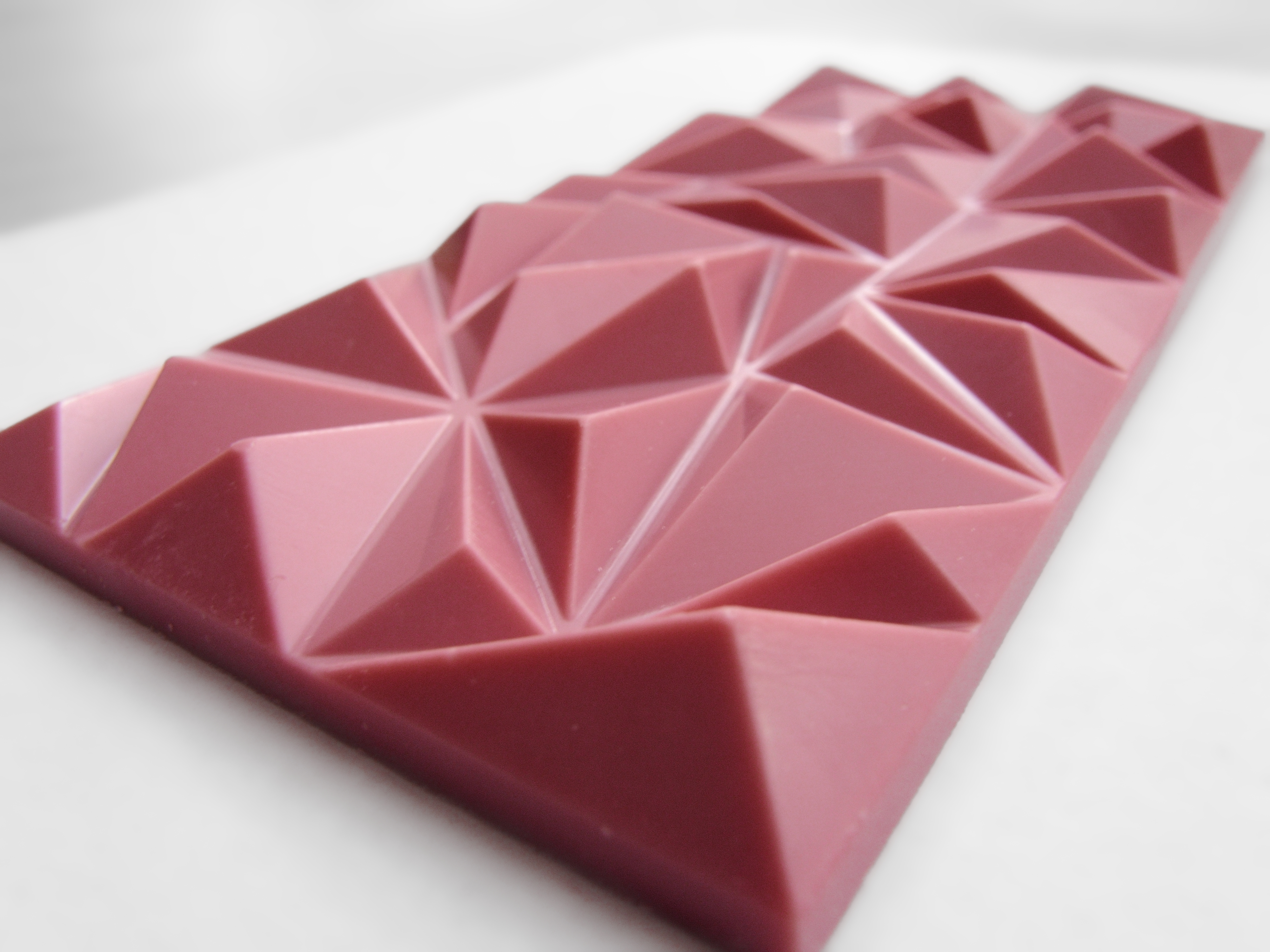
Chocolate rubi

Chocolate rubi, também chamado chocolate rosa ou chocolate cor-de-rosa, é uma variedade de chocolate lançada no mercado em 2017 pela chocolateira belgo-suíça Barry Callebaut. Embora a receita desta variedade de chocolate já estivesse em desenvolvimento desde 2004, só foi patenteada em 2015, com a consignação de autoria atribuída à Dumarche et al. e a titularidade dos direitos de propriedade consignada à Barry Callebaut, como aliás resulta do constante da patente n.º US 9107430 de 2015.
A fórmula foi desenvolvida em França e em Wieze no Leste da Flandres.
Teve a sua estreia internacional em Shanghai, a 5 de Setembro de 2017. Tem sido larga e amplamente publicitada como o «quarto tipo de chocolate», completando o rol formado pelo chocolate negro, chocolate de leite e o chocolate branco. Destaca-se pela sua coloração naturalmente rosada, que se obtém sem recurso à adição de quaisquer corantes ou conservantes.
Porém, as autoridades americanas (Food and Drug Administration) não reconhecem o produto como chocolate autêntico, mas como um subproduto derivado do cacau.

## Características
No que respeita ao sabor, o chocolate rosa pauta-se pelo seu travo frutado, que mescla o doce e o amargo, sendo certo que não contém quaisquer aditivos de frutos silvestres, como poderia ser de esperar. Quando comparado com os outros tipos de chocolate, tem um conteúdo fenólico que o situa a meio-termo entre o chocolate de leite e o chocolate branco.

### Estipulações legais
Atentas as estipulações da FDA, o chocolate rosa deve conter um mínimo de 1,5% de cacau em pó e um mínimo de 20% de manteiga de cacau.Pode conter antioxidantes e aromas artificiais, mas não pode conter corantes. 
A Directiva 2000/36/EC da legislação comunitária europeia não se debruça especificamente sobre o chocolate rosa, pelo que esta variedade se encontra tutelada pelo regime jurídico geral, exarado nesse normativo e noutros dispositivos legais europeus. 

#### Portugal
No seio da legislação portuguesa, a situação do chocolate rubi é tutelada ao abrigo do diploma geral, Decreto-Lei n.º 229/2003, de 27 de setembro, que resulta da transposição da sobredita directiva comunitária europeia. No entanto, a legislação portuguesa ainda não particulariza o chocolate rubi, pelo que o mesmo se encontra ainda abarcado, subsidiariamente, na categoria legal geral de «produto de cacau».

## Confecção
Este chocolate é confeccionado com uma variedade especial de grãos de cacau cor-de-rosa claros. 
Embora o método de produção ainda se encontre velado sob sigilo industrial, há publicações, baseadas no registo de patente, que expendem que o chocolate rubi é feito com certos grãos de cacau cor-de-rosa avermelhados, que se encontram na Costa do Marfim, Equador e Brasil, que são depois fermentados durante alguns dias (não mais de 3) e sujeitos a tratamentos com ácido cítrico (ou ácidos quejandos), bem como outros tratamentos químicos que visam a remoção de ácidos gordos, com recurso a benzina. 

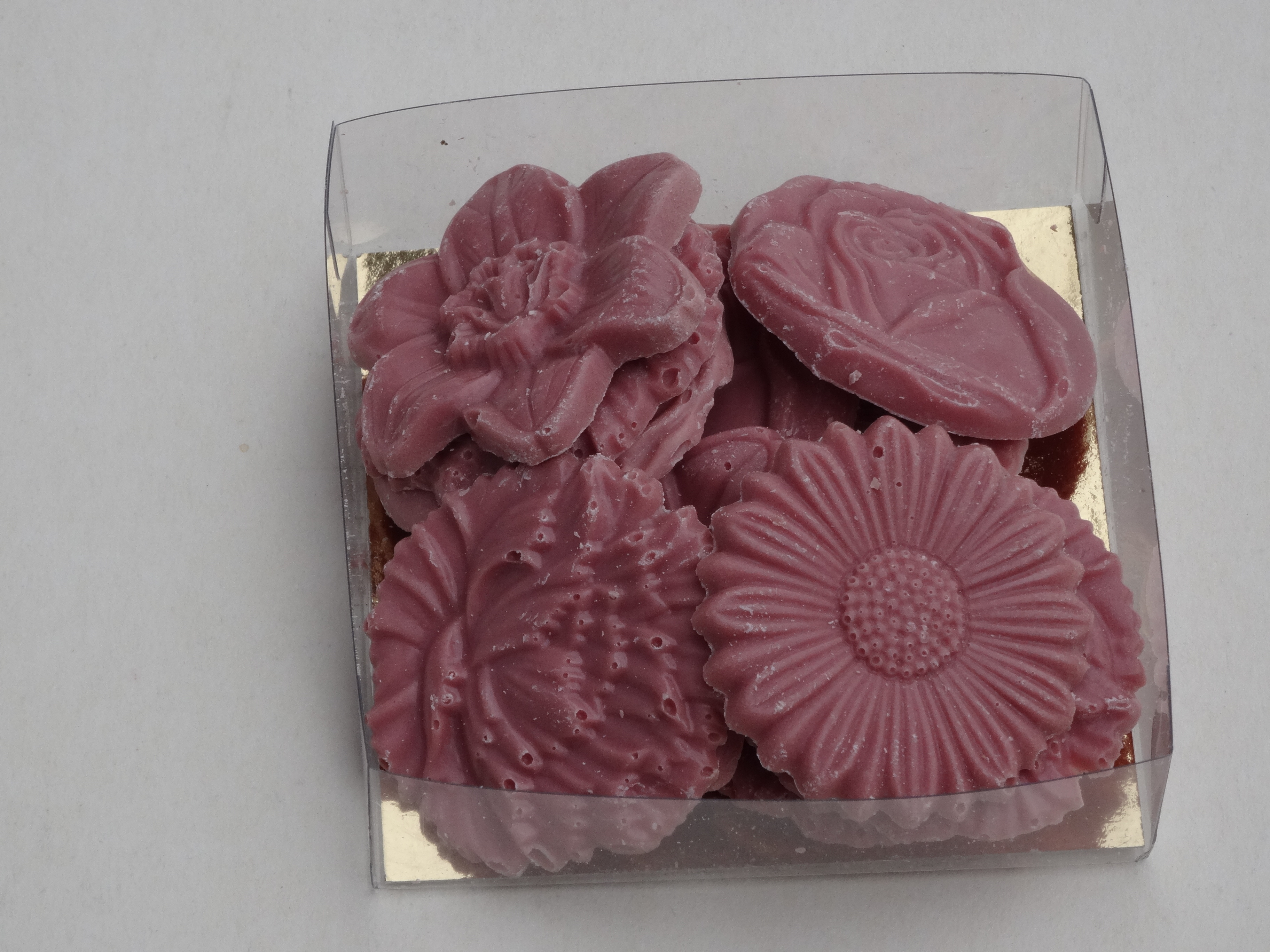
Flores de chocolate rosa. De acordo com certos peritos culinários, o chocolate rosa tem o potencial para ser tão versátil e variegado quanto o chocolate branco.

## Polémicas culinárias
Tem sido objecto de discórdia entre mestres-chocolateiros se o chocolate rubi constitui, ou não, uma nova variedade de chocolate; ou se não se tratará antes de uma manobra publicitária.
Por um lado, há  mestres-chocolateiros, como Clay Gordon, que promovem a tese de que se trata de uma nova variedade de chocolate. Ao ponto de, numa entrevista de 2017, ter afirmado que o chocolate rubi tem o potencial para se volver numa variedade de chocolate tão versátil e variegada como o chocolate branco. 
Por outro lado, a contrapelo, há peritos culinários, como Angus Kennedy, editor da revista culinária, Kennedy's Confection, que contestaram as afirmações de Gordon, afirmando que o chocolate rubi não é a quarta variedade do chocolate e que o sabor se assemelha a chocolate branco lardeado com framboesas.